# ランプリ語
ランプリ語（ランプリご、英: Rangpuri language）は、インド語派に属する言語である。話者はバングラデシュに1000万人、インドに500万人いる。話者の多くはベンガル語やアッサム語も話すバイリンガルである。ランプリはロンプール(ランプール）が由来である。ロンプール語、ランプール語とも呼ばれる。

## 言語名別称
- ロンプール語
- ランプール語
- ロンプル語
- ランプル語
- ランプリ語
- Anchalit Bangla
- Bahe Bangla
- Kamta
- Polia